# 26. studenoga
26. studenoga (26. 11.) 330. je dan godine po gregorijanskom kalendaru (331. u prijestupnoj godini).
Do kraja godine ima još 35 dana.

## Događaji
- 43. pr. Kr. – Drugi trijumvirat, politički savez u Rimu između Oktavijana (kasnije poznatog kao "August"), Marka Antonija i Marka Emilija Lepida.
- 1782. – U Dubrovniku odobreno osnivanje prve tiskare.[1]
- 1942. – Utemeljenje i prvo zasjedanje AVNOJ-a u Bihaću.
- 1946. – U HNK-u u Rijeci izvedena je prva predstava Talijanske drame - Goldonijev Il burbero benefico.
- 1965. – Lansiran je Astérix prvi Francuski satelit.

| - 1288. – Go-Daigo, 96. japanski car († 1339.) - 1800. – Anton Martin Slomšek, slovenski biskup, blaženik († 1862.) - 1899. – Franjo Benzinger, hrvatski farmaceut († 1991.) - 1901. – Krsto Hegedušić, hrvatski slikar († 1975.) - 1909. – Eugène Ionesco, francuski pisac († 1994.) - 1927. – Marijan Valković, hrvatski teolog i znanstvenik († 2000.) - 1934. – Nada Ruždjak, hrvatska operna pjevačica († 2012.) - 1939. – Tina Turner, američka pjevačica - 1941. – Željko Sabol, hrvatski književnik i tekstopisac († 1991.) - 1948. – Krešimir Ćosić, hrvatski košarkaš i trener († 1995.) - 1969. – Krunoslav Jurčić, hrvatski nogometaš - 1984. – Antonio Puerta, španjolski nogometaš († 2007.) - 1985. – Nikola Pokrivač, hrvatski nogometaš († 2025.) - 1987. – Kat DeLuna, američka pjevačica - 1990. – Rita Ora, britanska pjevačica, spisateljica tekstova i glumica | - 339. – Siricije, papa od 384 do 339. (* ?.) - 1504. – Izabela I. Kastiljska, kastiljska kraljica (* 1451.) - 1751. – Leonardo Portomauricijski, talijanski svetac (* 1676.) - 1855. – Adam Mickiewicz, poljski pjesnik (* 1798.) - 1950. – Trofima Miloslavić, hrvatska katolička redovnica (* 1888.) - 1959. – Stanko Bloudek, slovenski avio-konstruktor i sportski djelatnik (* 1890.) - 1959. – Jean Gremillon, francuski režiser (* 1902.) - 1971. – Giacomo Alberione, talijanski svećenik i blaženik (* 1884.) - 1981. – Max Euwe, nizozemski matematičar, bivši svjetski šahovski prvak i predsjednik FIDE (1970. – 1978.) (* 1901.) - 1984. – Bernard Lonergan, kanadski filozof (* 1904.) - 2006. – Ana Rukavina, hrvatska novinarka (* 1977.) |

## Blagdani i spomendani
- Svjetski dan maslina[2]
- sv. Ivan Berchmans
- sv. Siricije
- sv. Alimpije Stolpnik

## Imendani
- Konrad
- Leonard
- Dubravko